# Cuenta conmigo (telenovela)
Cuenta conmigo es una telenovela chilena creada por José Ignacio Valenzuela y emitida por Canal 13 desde el 2 de marzo hasta el 21 de agosto de 2009. Es protagonizada por Carolina Arregui, Bastián Bodenhöfer y María Izquierdo.

## Argumento
Hace 30 años, Camilo Sarmiento (Bastián Bodenhofer) recién titulado de sociología; y Josefina Alcántara (María Izquierdo), una joven licenciada en literatura, tenían tres metas en la vida: amarse para siempre, recorrer el mundo y no tener hijos. Cuando se cansaran de viajar volverían a Chile, él para trabajar como servidor público y ella dedicada a la escritura.
Pero las cosas casi nunca salen según lo planeado y antes de que se dieran cuenta, empezaron a llegar los hijos. Primero fue Bárbara, luego Cristóbal, Rosario, Sofía, Felipe y finalmente los mellizos. Juntos formaron una familia extravagante, en la que cualquier cosa es posible.
Para mantener esa gran familia, los viajes y el servicio público quedaron de lado y su lugar fue ocupado por la tercera pasión de Camilo: Media Link, una empresa dedicada a las encuestas y a los estudios de mercado. Partiendo de cero Camilo convirtió a Media Link en una empresa de prestigio. Para esto contó con la ayuda de Ana María Rojas (Carolina Arregui), su secretaria, quién llegó como estudiante en práctica. Desde hace 20 años Ana María está encargada de llevar la agenda de su jefe, pero también desde entonces está perdidamente enamorada de él.
La vida perfecta de Camilo cambiará radicalmente cuando Josefina descubra que tiene cáncer y decida encontrar antes de morir -con la ayuda de la eficiente Anita- a la mujer que la reemplazará con Camilo y sus siete hijos cuando ella ya no esté. Aquí Anita verá la oportunidad de hacer realidad el amor imposible que siente por su jefe.
También se tejen otras historias en la familia Sarmiento, como la de Bárbara (Sofía García) hija mayor de Camilo y Josefina, que se casará con Daniel Rosselló (Héctor Morales) empleado de Camilo, ella está ilusionada con el día de su matrimonio, lo espera con ansias, y Daniel por su parte solo ve el ascender en la empresa de su suegro luego de que se realice la boda, pero la prima de Bárbara, Paloma Valenzuela (María José Bello) llegará desde Brasil con su madre Teruca Alcántara (Ximena Rivas) a desestabilizar los planes de boda de estos dos; por otra parte, Teruca pondrá los ojos en Antonio de la Maza (Pablo Cerda) hijo que Camilo tuvo en su juventud con su amor adolescente la italiana Loretta Serafinni (Alessandra Guerzoni), el ascenso de Antonio en la empresa de Camilo no será mirado con buenos ojos por Daniel, quién no cesará hasta investigar si realmente Antonio es hijo de Camilo, utilizando a Bárbara para sus fines. 
Otra historia es la de Rosario (Ingrid Parra), hija de 15 años de los Sarmiento, que descubre estar embarazada por lo que pide ayuda a su abuela Eugenia (Gloria Münchmeyer) para poder dar a su bebé en adopción apenas nazca, en su destino se cruzarán Pedro González (Juan Falcón) y su esposa Margarita (Antonella Ríos) los cuales no pueden tener hijos; poco a poco Rosario se involucrará con esta pareja hasta el punto de introducirse en su casa, lo cual traerá diversas consecuencias.

## Elenco
- Carolina Arregui como Ana María Rojas
- Bastián Bodenhöfer como Camilo Sarmiento
- María Izquierdo como Josefina Alcántara
- Gloria Münchmeyer como Eugenia Lazcano
- Pablo Cerda como Antonio de la Maza
- Sofía García como Bárbara Sarmiento
- Héctor Morales como Daniel Rosselló
- Antonella Ríos como Margarita Jiménez
- Juan Falcón como Pedro González
- Ximena Rivas como Teresa Alcántara
- Elvira López como Ximena Ulloa
- Pablo Schwarz como Waldo Peña
- Carmina Riego como Nora Solé
- Alejandro Trejo como Miguel Sarmiento
- Gabriela Hernández como Blanca Núñez
- Alessandra Guerzoni como Loretta Serafini
- María José Bello como Paloma Valenzuela
- Francisco Gormaz como Cristóbal Sarmiento
- Cristo Montt como Carlos Yáñez
- Íngrid Parra como Rosario Sarmiento
- Belén Soto como Sofía Sarmiento
- Jesús Herrera como Felipe Sarmiento
- Javier Muñoz como Maximiliano Sarmiento
- Fernando Muñoz como Vicente Sarmiento

## Participaciones
- Peggy Cordero como Mercedes Garrido.
- Solange Lackington como Cristina Mendoza.
- Luis Gnecco como Baltazar Landeta.
- Íngrid Cruz como Lidia Peña.
- Pablo Díaz como Julián Botero
- María José Illanes como Javiera Ogalde.
- José Secall como Juán San Martín.
- Paolo Cataldo como Pablo.
- Daniel Alcaíno como Manuel.
- Gabrio Cavalla como Abogado Morandé.
- Mia Barzola como Nora Solé (reemplazo).

## Versiones
- Y mañana será otro día: Adaptación de 2018 por Televisa y emitida por Las Estrellas. Fue dirigida por Lily Garza, Fernando Nesme y Karina Duprez; producida por Carlos Moreno Laguillo; y protagonizada por Angélica Vale, Diego Olivera y Alejandra Barros.[1]